# Octopath Traveler
Octopath Traveler är ett rollspel som utvecklats av Square Enix i samarbete med Acquire till Nintendo Switch. Spelet släpptes internationellt 13 juli 2018. I Japan publiceras det av Square Enix, medan Nintendo hanterar publicering i övriga delar av världen.